# José Antônio Machado
José Antônio Machado (Coimbra, 25 de março de 1782 — Fortaleza, 12 de julho de 1868) foi comerciante, militar e político brasileiro. Foi presidente da província do Ceará por quatro vezes, de 2 de janeiro a 6 de abril de 1829, de 11 de outubro a ? de 1855, de 12 de fevereiro a 5 de maio de 1862, e de 19 de fevereiro a 29 de fevereiro de 1864.

## Biografia
Nasceu em São Martinho do Bispo, freguesia de Coimbra, em Portugal, filho do capitão Luís Manuel da Guerra e de Luísa Maria Engrácia Machado.
Em 1802, quando era caixeiro no Porto, conheceu o comerciante Antônio José Moreira Gomes (1761–1817), português estabelecido no Brasil, onde era capitão-mor das ordenanças de Fortaleza, para onde o levou. Moreira Gomes é conhecido por seu fomento à cultura do algodão na Serra de Uruburetama e por ter sido pioneiro no comércio direto entre a província do Ceará e a Inglaterra. Em 6 de fevereiro de 1809, ele mandou sua galé Dois Amigos, carregada de algodão, açúcar e couro salgado, sob a direção de Machado, o qual já era seu genro. Dois anos antes, em 2 de maio, Machado casara-se com Antônia Moreira da Conceição, filha natural do sargento-mor com Ana Rosa de Melo. O casamento foi celebrado por Antônio José Moreira.
Em 1809, foi eleito para as funções de procurador da Câmara de Fortaleza, para a qual serviu por muitos anos.
Teve sua primeira patente em 2 de julho de 1820, no posto de capitão da 9ª Companhia de Voluntários do Comércio no Ceará. Em agosto de 1826, foi promovido a tenente-coronel. Em 2 de janeiro de 1829, assumiu interinamente o governo da província até abril, quando chegou o governador nomeado, Manuel Joaquim Pereira da Silva. Seria presidente interino da província ainda mais três vezes.
Já comendador da Imperial Ordem de Cristo, que recebera em 1842, teve novamente de exercer a governança, no ano seguinte, na qualidade de 2º vice-presidente, em substituição ao primeiro, Joaquim Mendes da Cruz Guimarães, que se encontrava enfermo, e passou o governo ao brigadeiro José Maria da Silva Bittencourt. Mendes Guimarães havia substituído José Joaquim Coelho, eleito deputado geral.
Geriu novamente a província em 1855, entre a ausência do conselheiro Vicente Pires da Mota e a posse de Francisco Xavier Pais Barreto; em 1862, substituindo Manuel Antônio Duarte de Azevedo; e em 1864, ocupando o lugar de José Bento da Cunha Figueiredo Júnior, por dez dias, passando para Vicente Alves de Paula Pessoa.
Faleceu quatro anos depois, aos 86 anos. De seu casamento com Antônia Moreira da Conceição, nasceram-lhe dez filhos, dentre os quais, José Pio Machado, Antônio José Machado, João Antônio Machado e Leopoldina Machado de Azevedo e Sá (esposa de Manuel Félix de Azevedo e Sá).